# 피터 페이지
피터 페이지(Peter Paige, 1969년 6월 20일 ~ )는 미국의 배우이다.

## 출연 작품
- 버스데이 케이크 (2013)
- 애니 앤 더 집시 (2012)
- 리빙 바스토우 (2008)
- 핑 퐁 프라야 (2007)
- 퀴어 시네마 이야기 (2006)
- 아메리칸 대드! (2005)
- 세이 엉클 (2005)
- 차일드스타 (2004)
- 아워 아메리카 (2002)
- 퀴어 애즈 포크 (2000)
- 조이라이더스 (1999)